# Sozialforum (deutschsprachig)

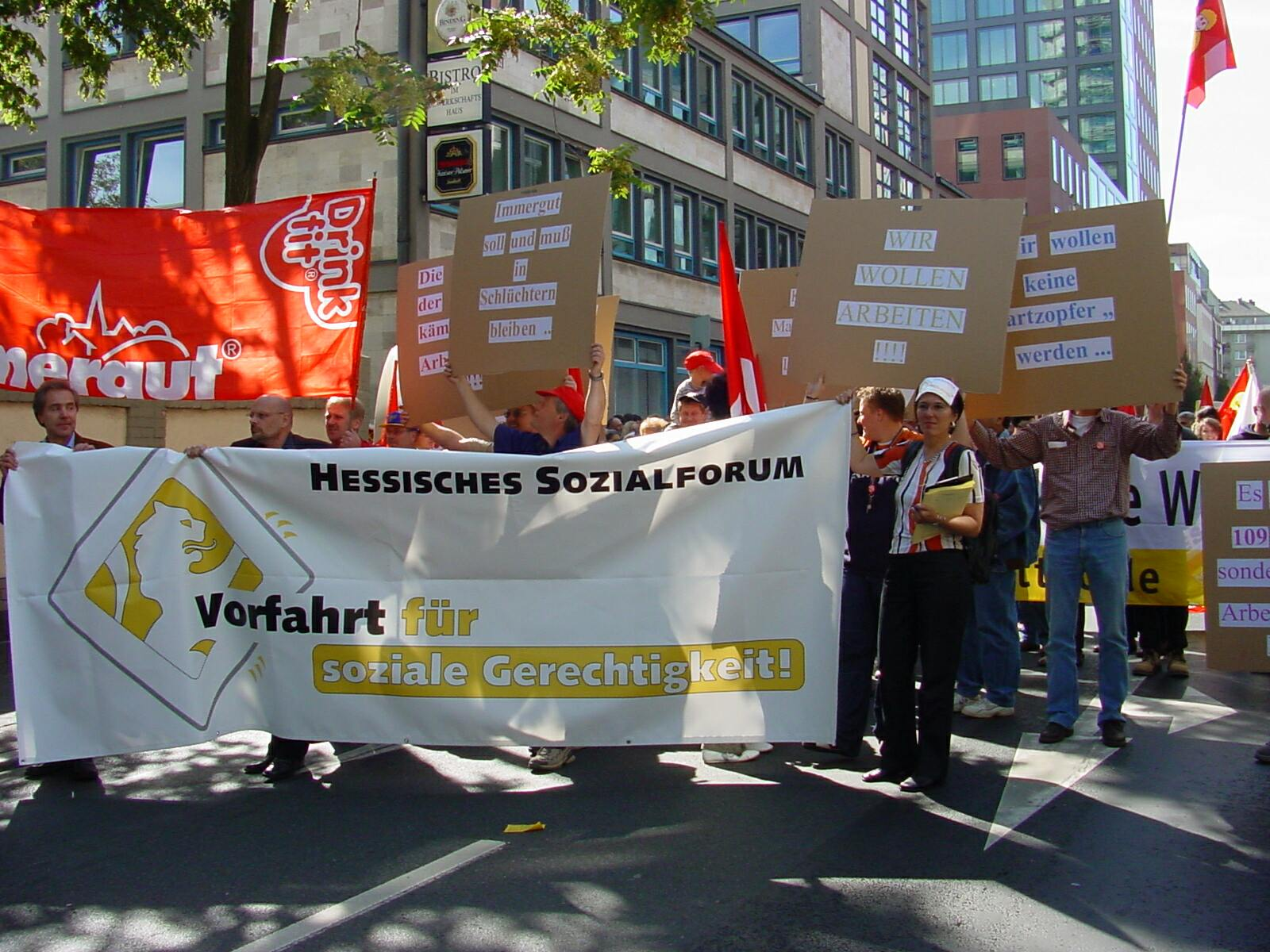
Demonstration des Hessischen Sozialforums am 18. September 2004 in Frankfurt

Als Sozialforum bezeichnet man ein offenes Treffen von Globalisierungkritikern und Gegnern des „Sozialabbaus“. Lokale Sozialforen haben sich nach dem Vorbild der kontinentalen Sozialforen und des Weltsozialforums gebildet. Sie arbeiten auf der Grundlage der Charta der Prinzipien des Weltsozialforums.

## Teilnehmer
Zu Sozialforen treffen sich Organisationen und Einzelpersonen sehr unterschiedlicher Herkunft: Globalisierungskritiker, linke Organisationen, kritische Christen, Anthroposophen, Wachstumskritiker und anderen Anhänger alternativer Weltanschauungen und Lebensweisen. Parteifunktionäre sind in der Regel weniger erwünscht, da man sich nicht parteipolitischen Interessen unterordnen möchte. Gegen Rechtsextreme grenzen sich die Sozialforen strikt ab. Oft arbeiten die lokalen Sozialforen eng mit einer Attac-Regionalgruppe zusammen.

## Nationale Treffen in Deutschland (2002 bis 2009)

Podiumsdiskussion in Erfurt

Logo des Sozialforums in Erfurt

In Deutschland fanden auf Bundesebene seit dem 1. Juni 2002 Zusammenkünfte statt, auf denen sich Mitglieder verschiedener regionaler und lokaler Sozialforen in Deutschland sowie Einzelpersonen trafen. Sie dienten vor allem der Vernetzung der regionalen und lokalen Sozialforen innerhalb Deutschlands sowie der Vor- und Nachbereitung der Europäischen Sozialforen.
Aus den Teilnehmern dieser Zusammenkünfte war die "Initiative für ein Sozialforum in Deutschland" (SFiD-Initiative) entstanden, deren Koordinationskreis die bundesdeutschen Plenumstreffen vor- und nachbereitete. Als juristischer Kopf der bundesdeutschen Sozialforumsbewegung galt Willi van Ooyen.
- Das Erste Deutsche Sozialforum vom 21. bis zum 24. Juli 2005 in Erfurt forderte, die Hartz IV-Reformen zurückzunehmen und eine „soziale Grundsicherung“ für alle Menschen einzuführen. Es wandte sich  gegen die weitere Nutzung der Kernenergie und kritisierte Auslandseinsätze der Bundeswehr.
- Das Zweite Deutsche Sozialforum fand vom 18. bis zum 21. Oktober 2007 in Cottbus statt.
- Das Dritte Deutsche Sozialforum fand vom 15. – 18. Oktober 2009 in Hitzacker (Wendland) statt.

Ein viertes Sozialforum in Deutschland 2011 in Freiburg im Breisgau war zumindest 2009 noch geplant, fand aber nicht mehr statt.

## Nationale Treffen in Österreich (2003 bis 2008)
- ASF 29. Mai bis 1. Juni 2003 in Hallein
- ASF 3. bis 6. Juni 2004 in Linz
- ASF 15. bis 17. Juni 2006 in Graz
- ASF 24. bis 26. Oktober 2008 in St. Peter / Au